# Allerheiligenflut 1304
Die Allerheiligenflut war ein Ostseesturmhochwasser, welches die südwestliche Ostseeküste, insbesondere den vorpommerschen Raum, in Mitleidenschaft zog. Die namengebende Datierung auf den Allerheiligentag (1. November) 1304 geht auf die Stralsundische Chronik des Johann Berckmann († 1560) zurück. Der Tag des Ereignisses ist jedoch nicht gesichert, während das Jahr 1304 als wahrscheinlich gilt.

## Ablauf
Wie die meisten ähnlichen Sturmhochwasser entstand die Allerheiligenflut, als sich das nach tagelangen starken Westwinden in der mittleren und nördlichen Ostsee angestaute Wasser nach einem Umschwung auf Nordost schlagartig über die pommersche Küste ergoss (Badewanneneffekt). Chroniken berichten von einem starken Sturm, durch den zahlreiche Häuser und Kirchen zerstört wurden.

## Chroniken
Die ältesten bekannten schriftlichen Erwähnungen des Hochwassers liegen in zwei Stralsunder Chroniken vom Ende des 15. Jahrhunderts vor, die Rudolf Baier 1893 herausgab. Chroniken von Johannes Bugenhagen, Johannes Berckmann, Thomas Kantzow und Nicolaus von Klemptzen berichten über das Ereignis.
In vielen Chroniken sind die Beschreibungen der Auswirkungen des Hochwassers meist übertrieben und unwahr. So berief sich Albert Georg Schwartz, der Landverluste am Ruden nachweisen wollte und vom Untergang von zwei auf diesem gelegenen Dörfer berichtete, auf eine Urkunde von Gottlieb Samuel Pristaff, die nach 1850 als Fälschung entlarvt wurde. Die von diesem erfundenen Angaben wurden durch verschiedene Autoren verbreitet und fanden vor allem in die heimatkundliche Literatur Eingang.

## Neues Tief
Im Südosten der Insel Rügen befindet sich die Halbinsel Mönchgut, 8 km südöstlich davon befindet sich die Insel Ruden, hier trennt die Greifswalder Boddenrandschwelle den Greifswalder Bodden von der Ostsee. Einige Chroniken behaupten, dass es hier eine Landverbindung gab, die durch die Allerheiligenflut derart zerstört wurde, dass sich ein Neues Tief bildete, eine damals 3 bis 4 Meter tiefe Rinne durch die genannte Boddenrandschwelle, beschrieben als neuen Schifffahrtsweg bzw. als bedeutende Einfahrt.
Die wissenschaftliche Literatur kommt anhand fragwürdiger und zum Teil gegensätzlicher Überlieferungen nicht zu einem einheitlichen Ergebnis. Jedoch lassen die Einbeziehung geomorphologischer Küstenveränderungen der jüngeren Erdgeschichte, ab ca. 2000 v. Chr. bis in das Mittelalter, und des Mönchgrabens als Grenzbefestigung in seiner Lage und südlichen Ausrichtung diese Landverbindung durchaus zu.